# Янсенизм

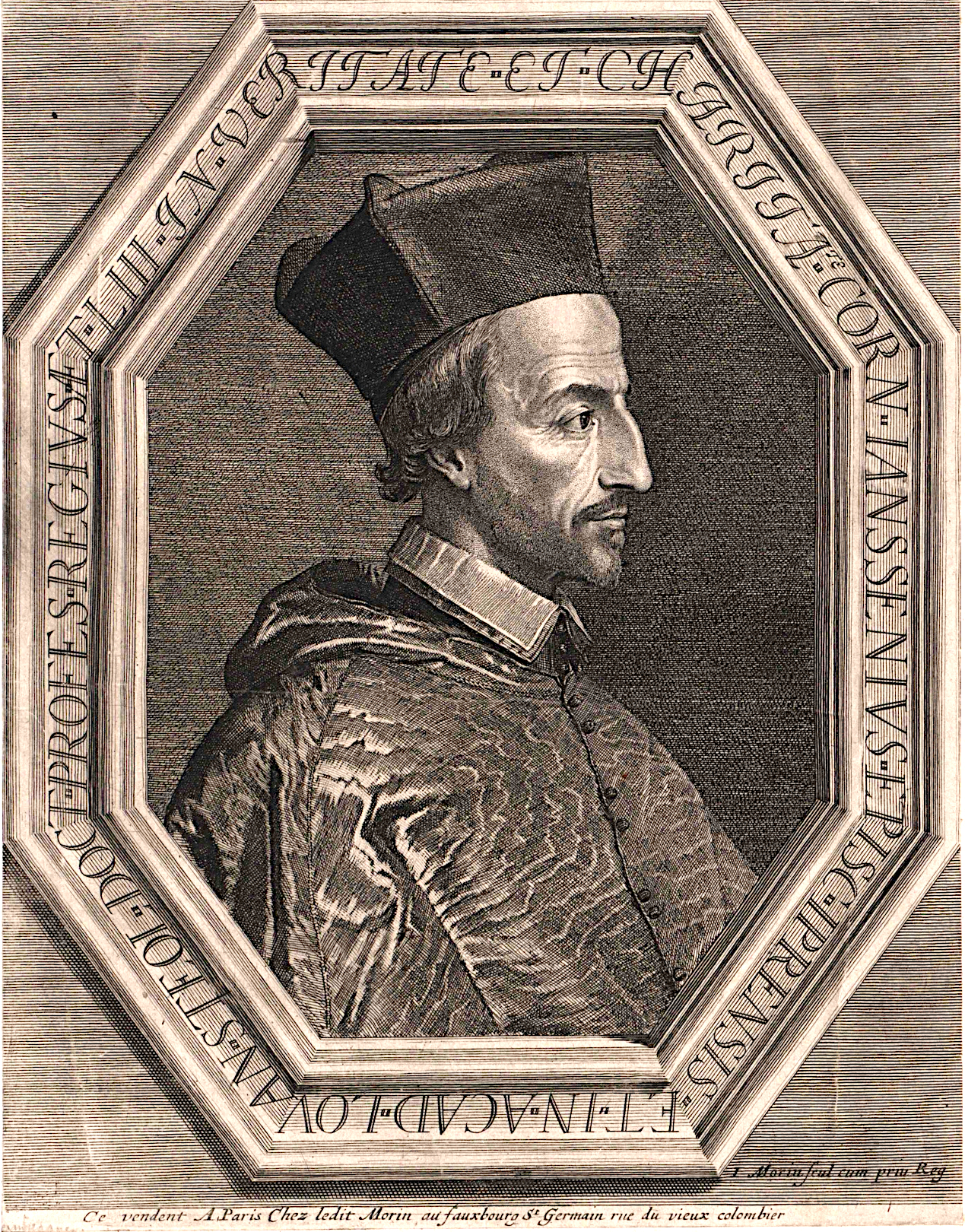
Янсений, профессор богословия в Лувенском университете

Янсени́зм (лат. Iansenismus) — религиозное движение в католической церкви XVII—XVIII веков, зародившееся и получившее наибольшее распространение во Франции в XVII—XVIII веках. Оно стало реакцией на влияние католической церкви и абсолютизма, опираясь на положения августинианства; со временем было осуждено как ересь.

## Определение
Само определение янсенизма проблематично, так как сами янсенисты редко принимали это название, считая себя просто католиками. Впрочем, характерна для них была решимость строго придерживаться учения Святого Августина о благодати, понимаемое как отрицание человеческой свободы ради того чтобы творить добро и обрести спасение. По их мнению, это возможно лишь благодаря божественной благодати. Янсенисты также отличаются своим нравственным ригоризмом и враждебностью по отношению к обществу Иисуса (иезуитам) и его казуистике как слишком большой власти Святого Престола. С конца семнадцатого века это духовное течение приобретает политический аспект, поскольку противники королевского абсолютизма зачастую отождествлялись с янсенистами.
Янсенизм зародился в самом сердце католической Реформации. Название производится от имени епископа Ипрского Корнелия Янсения, автора основополагающего текста: Августин, опубликованного посмертно в Лёвене в 1640 году. Эта работа является кульминацией многолетних споров о благодати, наложившихся на растущую враждебность части католического духовенства по отношению к обществу Иисуса; трактат стремится установить истинную позицию Августина по этому вопросу, которая будет противопоставляться позиции иезуитов, придававших слишком важное значение человеческой свободе.
Трактат Августин вызывает горячие споры, особенно во Франции, где пять якобы еретических тезисов берутся из сочинений учёных, враждебно настроенных по отношению к епископу Ипрскому; тезисы были осуждены папой в 1653 году. Защитники Янсения проводят различие между "правом и фактом": тезисы действительно были бы еретические, но в "Августине" их нет. Они также борются и с достаточно слабой казуистикой иезуитов, особенно с "Письмами провинциала" Блеза Паскаля, пишут подложные письма в их защиту, вызвавшие широкий резонанс во французском мнении. В то же время благодаря высокому положению Аббатства Пор-Рояль янсенистская духовность крепнет и завоёвывает всё большую популярность.
Однако считавшиеся врагами монархии янсенисты очень скоро сделались объектом враждебности королевской власти: Людовик XIV и его преемники начали жестокие гонения на них. Также и папы стали проявлять к ним всё большую строгость, в частности, сочинив Буллу Unigenitus в 1713 году. В этом контексте янсенизм в XVIII в. идентифицируется с борьбой против абсолютизма и ультрамонтанизма. Таким образом, священнослужители, поддерживающие Французскую революцию и гражданскую Конституцию духовенства, в значительной степени являются янсенистами. Однако в XIX в. янсенизм ослабел и исчез, поскольку первый Ватиканский собор окончательно положил конец большинству дебатов, вызвавших его появление.
Янсенизм подчёркивал испорченную природу человека вследствие первородного греха, а следовательно — предопределение и абсолютную необходимость для спасения божественной благодати. Свободе выбора человеком убеждений и поступков янсенисты не придавали решающего значения.

## Истоки
Середина XVII века была очень богата новыми религиозными учениями; некоторые из них приобретали большое общественное значение и, вплетаясь в другие культурные и социальные течения, оказывали влияние и на политику. Среди этих учений янсенизм был едва ли не самым влиятельным.
Его основатель Янсений, возможно, и не подозревал, какой шум поднимет его книга об Августине; едва ли она и стала бы исходным пунктом крупного религиозного движения, если бы иезуиты не открыли против неё немедленной атаки. Подчиняясь влиянию иезуитов, папа Урбан VIII буллой In eminenti, изданной два года спустя после напечатания книги, запретил её чтение (1642).

## Янсенизм во Франции
Во Франции первым главой янсенизма стал Жан Дювержье, аббат Сен-Сиранского монастыря. Несмотря на преследования со стороны кардинала Ришельё, ему удалось в монастыре Пор-Рояль основать янсенистскую общину. Она была невелика, но состояла сплошь из даровитых людей, из которых каждый был грозным противником для иезуитов. Большинство членов этой общины принадлежало к фамилии Арно; там были два брата и трое племянников — Роберт Арно д’Андильи, его младший брат знаменитый Антуан Арно, прозванный Великим, главный учёный общины и доктор Сорбонны, Антуан Леметр, парижский адвокат, его брат священник Леметр де Саси, поэт и профессор, и другой брат, бывший офицер Леметр де Серикур. В числе других членов Пор-Рояля были моралист Пьер Николь, Клод Лансло, проповедник Сенглен и величайший из всех — Блез Паскаль, вступивший в Пор-Рояль в 1655 году.
Кроме того, существовала ещё женская янсенистская община, во главе которой стояла сестра братьев Арно — Анжелика Арно и одним из самых ревностных членов которой была сестра Блеза, Жаклин Паскаль. Община имела многих друзей в парижском обществе, как в буржуазных кругах, так и в аристократических. В школу при Пор-Рояле охотно отдавали детей; исповедальни общины всегда были полны, на проповеди Сенглена собирался весь Париж.
Иезуиты, у которых коммерческие соображения всегда играли очень большую роль, опасались, как бы янсенисты не отбили у них педагогической и исповедальной практики; к тому же они были раздражены нападками на их учение со стороны Антуана Арно. Они немедленно стали приводить в движение тайные пружины, и хлопоты их увенчались успехом. Злополучный «Августин» Янсения был ещё раз привлечён к ответу. Иезуиты извлекли из книги несколько тезисов, которые были представлены на суд Сорбонны. Богословы парижского университета выделили из них пять, касающихся главном образом учения о благодати, и они были представлены уже на суд курии.
Несмотря на защиту со стороны янсенистов, тезисы были признаны еретическими и осуждены буллой Иннокентия Х Cum occasione (1653). Против буллы янсенисты не решались спорить, но они стали доказывать, что осужденные пять положений либо вовсе не находятся в «Августине» Янсения, либо не имеют того смысла, который навлёк на них осуждение; исходя из этого, они находили, что доктрина Янсения не осуждена. Доказательство вёл главным образом Николь с помощью тонких аргументов, вроде различия вопросов права и факта по отношению к церковным решениям. Папа Александр VII подтвердил постановление Иннокентия X и очень определённо указал на то, что осужденные положения находятся у Янсения и имеют у него именно тот смысл, который им приписан буллой 1653 года (булла Ad sacram, 1656).
В промежутке между обеими буллами между иезуитами и янсенистами спор шёл и по другим вопросам. Особенно много шуму наделал инцидент с герцогом Лианкуром. Герцог был одним из самых близких янсенистам людей, хотя и поддерживал связь с господствующей церковью. Влиятельный вельможа, дядя знаменитого Ларошфуко, он всячески оказывал покровительство янсенистам, укрывал у себя преследуемых, помогал нуждающимся; он даже отдал в пор-рояльскую женскую школу одну из своих внучек. Иезуиты ждали только случая, чтобы отомстить Лианкуру. Случай представился, когда герцог явился в аббатство св. Сульпиция на исповедь. Исповедовавший его иезуит в конце исповеди упрекнул его в том, что он не указал самого главного своего греха — своих близких связей с янсенистами, и потребовал, чтобы он покаялся в том, и притом всенародно. Герцог рассердился и ушёл из церкви; Арно подверг резкой критике учение о всенародном покаянии; открылась памфлетная полемика.
Иезуиты, чувствуя, что янсенисты их одолевают, снова перенесли дело на суд Сорбонны. Два месяца (декабрь 1655 и январь 1656) тянулись в Сорбонне бурные диспуты. За иезуитов стояли все расчетливые богословы; на стороне янсенистов было сильное меньшинство. В конце концов иезуиты взяли верх: Арно, в качестве доктора Сорбонны лично защищавший свои тезисы, был лишён своей учёной степени и изгнан из университета.

 
Этот случай послужил непосредственным поводом для первого из «Писем к провинциалу» Паскаля, самого убийственного памфлета против иезуитской догмы и иезуитской морали, который когда-либо печатался (1-е письмо в январе 1656, последнее в марте 1657). Иезуиты пришли в ярость, начались обыски, но Паскаль остался невредим. Книга его, повергнутая на суд четырёх епископов и девяти докторов Сорбонны, была осуждена. Комиссия нашла, что «Письма» наполнены ересью Янсения и оскорбляют не только докторов богословия и некоторые монашеские ордена, но и папу, и епископов. Постановление комиссии было сообщено государственному совету, который приговорил книгу к сожжению рукой палача (1660). 

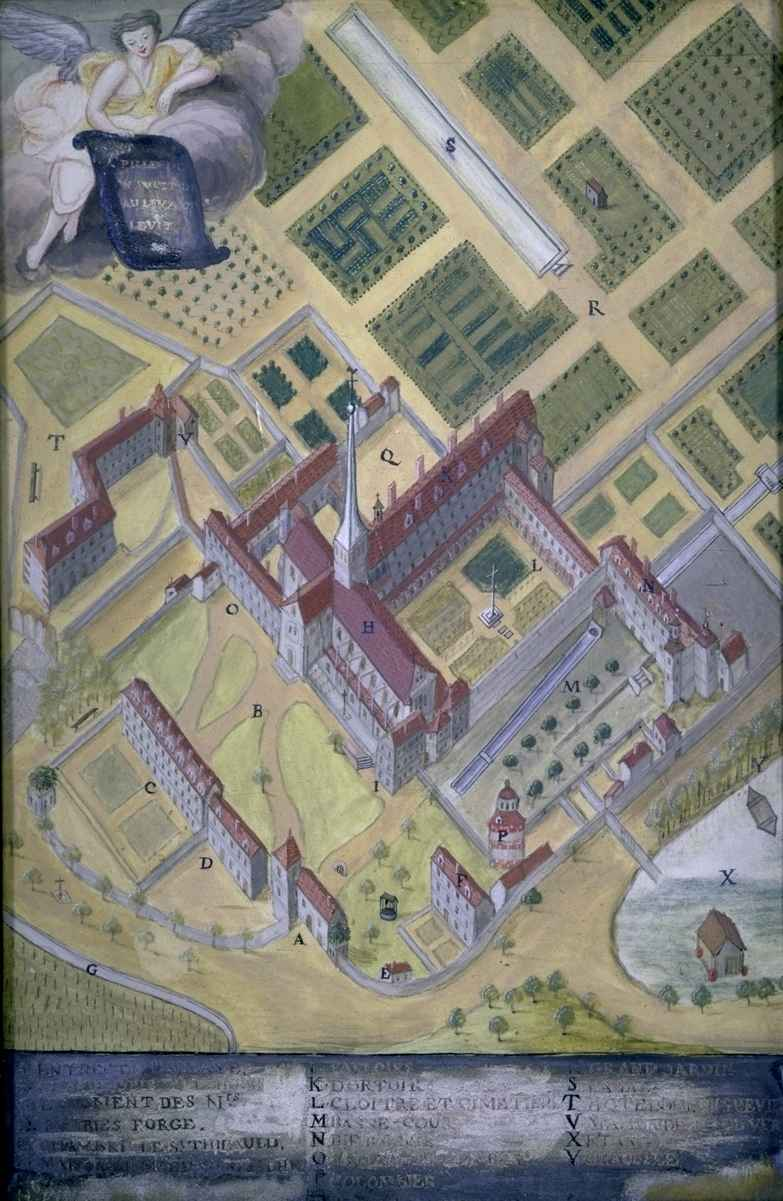
Пор-Рояль в начале XVIII века

Страсти несколько улеглись, но спустя семь лет (1667) иезуиты вновь подняли дело. Папа Александр VII по их просьбе разослал по всей Франции «формуляр веры», который должен был быть подписан всеми правоверными чинами духовенства. По просьбе архиепископа парижского Боссюэ повез его к отшельницам Пор-Рояля, которые отказались его подписать. Четыре епископа нашли рассылку формуляра незаконной и также отказались его подписать. Их готовы были сместить, но Александр умер, а его преемник Климент IX потушил дело (1668). Это называется перемирием Климента IX. Оно было перемирием лишь отчасти. Иезуиты не переставали пускать в ход все возможные средства, чтобы искоренить янсенизм. Янсенистов теснили, преследовали; их становилось меньше.
Паскаль умер в 1662 году; Арно и Николь в семидесятых годах бежали в Нидерланды. В 1694 году Арно умер в Брюсселе, и во главе общины стал ораторианец Пасхазий Кенель, автор книги «Новый Завет с моральными размышлениями» (Le Nouveau Testament en françois, avec des réflexions morales sur chaque verset). Книга за год до смерти Арно вышла уже третьим изданием, которое получило одобрение шалонского епископа Ноайя. Даже после того, как Кенель стал открыто главой янсенистов, Ноай не отказал в одобрении четвёртому изданию (1697) книги, а только потребовал некоторых исправлений.
В 1702 году, умирая, один священник признался, что подписал «формуляр веры», не будучи убежден в непогрешимости церкви в этих делах, а только чтобы не противиться папе. Духовник его спрашивал, можно ли отпустить священнику такой грех. Сорок сорбонских богословов немедленно отвечали положительно; против них ополчились правоверные, и спор разгорелся вновь. Теперь в него вмешался лично Людовик XIV, который к этому времени уже одряхлел и окончательно попал под влияние жены, маркизы де Ментенон и её руководителей — иезуитов.
По просьбе короля папа Климент XI издал в 1705 году буллу Vineam Domini, которая подтверждала буллу Ad sacram. Однако, и булла не успокоила полемики. Один из епископов стал полемизировать против неё; монахини Пор-Рояля отказались её принять без ограничений. За это их в 1709 году раскассировали, по приказанию короля, по разным монастырям, а в следующем году разрушили и самый Пор-Рояль.
Ещё раньше иезуиты обратили внимание на «Новый Завет» Кенеля и усмотрели в комментариях автора янсенистскую ересь. Они сейчас же принесли жалобу в курию. Климент XI назначил комиссию для рассмотрения книги, состоявшую не из иезуитов, а из якобы более беспристрастных доминиканцев. Книга была осуждена, но так как сделавшийся кардиналом и парижским архиепископом Ноай, связанный своим прежним решением, колебался признать её еретической, то папа велел пересмотреть решение комиссии. Новым решением подтверждалось старое. Из книги было выбрано и осуждено 101 положение. Это решение и было опубликовано в виде знаменитой буллы Unigenitus в 1713 году.
Ноай должен был запретить книгу в своей епархии, но снова вступил в спор с папой по поводу некоторых из осуждённых положений книги. Под влиянием сторонников маркизы де Ментенон король велел парламентам зарегистрировать буллу и собирался созвать национальный собор для обсуждения мер против ереси, но именно в это время (1 сентября 1715 года) умер.
В правление беспутного и беззаботного насчет религии герцога Филиппа II Орлеанского дело янсенизма, почти проигранное, снова, казалось, было близко к торжеству. Три богословских факультета — парижский, реймский и нантский, — которые раньше, под давлением свыше, признали буллу Unigenitus, теперь взяли своё решение назад; четыре епископа апеллировали против буллы к будущему вселенскому собору (1717); кардинал Ноай и сто докторов Сорбонны присоединились к ним; новая булла Климента XI Pastoralis officii, осуждавшая всех несогласных с буллой Unigenitus, не оказала никакого влияния. Регент, которому надоели поповские споры, попробовал было заставить замолчать обе стороны, но без успеха.
Латеранский собор 1725 года, приказавший верующим принять буллу, также потерпел фиаско. Янсенизм перестал быть чисто религиозным движением и принял резко выраженную общественную окраску; таков был результат вмешательства политической власти в религиозные дела.
После смерти Людовика XIV в 1715 году оппозиция против абсолютизма свивала себе гнездо всюду, где была либо корпорация, способная дружно протестовать, либо идея, во имя которой можно было действовать. Парламенты отказывались регистрировать буллу и поддерживали янсенизм. Им, собственно говоря, было решительно всё равно, как понимать благодать — по-янсенистски или по-иезуитски, но они выбирали то мнение, которое могло поддерживать спор. К янсенистской точке зрения примкнули все недовольные правительством, папской курией, иезуитами. В числе янсенистов были представители низшего духовенства и буржуазии, также много женщин, которые совершенно не знали, о чём идёт спор, а присоединением к янсенизму просто выражали своё недовольство.
Регент, увидев, что движение стало принимать политический характер, стал относиться к нему серьёзнее и пытался его подавить, но без успеха. Среди янсенистов явились конвульсионеры, которые стали фабриковать чудеса, что заставило серьёзных людей отвернуться от янсенизма.

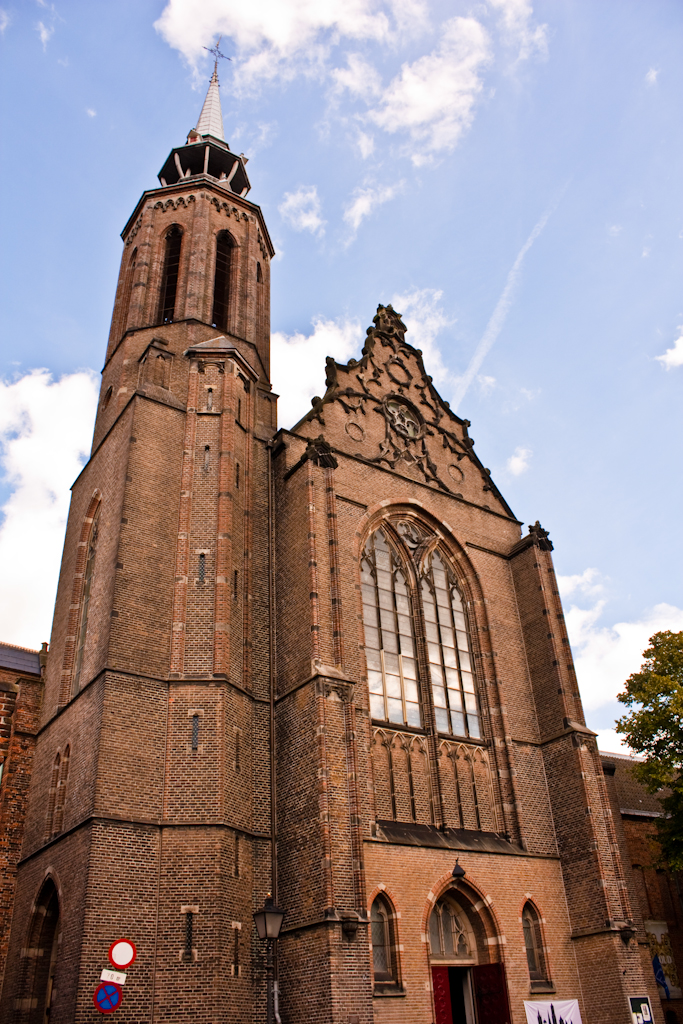
Утрехтский собор

Внизу последователи его выродились в секту, державшуюся на целом ряде суеверий. Парламенты и вообще оппозиция, группировавшаяся около парламентов, пользовались религиозными затруднениями как доводом для демонстраций.
Путём компромиссов курия постепенно сняла с очереди все вопросы, связанные с янсенистским спором. Тогда общественная оппозиция, которой было решительно всё равно, что будет поводом для борьбы с правительством, нашла другие поводы, и янсенизм, доживший до пятидесятых годов XVIII века, то есть просуществовавший около ста лет, умер во Франции естественной смертью.

## Янсенизм в Нидерландах
В Соединённых провинциях, где Реформация уничтожила большинство епископств, янсенизм завершился образованием самостоятельной церкви. Главой местных католиков был апостолический викарий в Утрехте (он же архиепископ Утрехта). В 1702 году занимавший этот пост Пётр Кодд (Petrus Codde) перешёл на позиции янсенизма.
В 1704 году папа Климент XI сместил архиепископа, но местный капитул не признал ни одного из тех кандидатов, которых папа присылал взамен смещенного. Более двадцати лет Утрехт не имел архиепископа. Чтобы положить этому конец, капитул избрал своего кандидата; папа отказался его утвердить, капитул обошёлся без утверждения папы.
С 1724 года существует особая Голландская старокатолическая церковь — ядро т. н. старокатолицизма. Архиепископа её выбирали епископы гарлемский и девентерский. Церковь считает себя католической, признает примат папы (который тем не менее систематически отказывает в своём утверждении всякому новоизбранному архиепископу), даже осуждает янсенизм, но упорно отказывается принять буллу Unigenitus.